# Jeffrey Mass
Jeffrey Paul Mass (29 juin 1940 - 30 mars 2001) est un universitaire, historien, et japonologue américain. Il est professeur d'histoire du Japon à l'université Stanford sous le nom  Yamato Ichihashi. 

## Biographie
Mass est né à New York en 1940. Il obtient un baccalauréat en histoire de l'université Hamilton en 1961, est titulaire d'une maîtrise en histoire de l'université de New York, obtient une maîtrise en 1965 et son doctorat en histoire de l'université Yale en 1971. Il intègre la faculté de l'université Stanford en 1973 où il est professeur titulaire en 1981. 
Après 1987, il enseigne à l'université d'Oxford tous les ans à la fin du printemps et durant l'été . 
Pendant de nombreuses années, sa recherche est financée par une bourse de recherche Fulbright, une bourse Mellon, une bourse Guggenheim et d'autres subventions. 

## Publications (sélection)
Dans un recensement des écrits de et sur Mass, l'OCLC/WorldCat dénombre plus de 30 ouvrages en plus de 110 publications en 3 langues et plus de 5000 fonds de bibliothèque. 
- Warrior government in early medieval Japan: a study of the Kamakura Bakufu, shugo and jitō, 1974
- The Kamakura bakufu: a study in documents, 1976
- The development of Kamakura rule, 1180-1250: a history with documents, 1979
- Court and Bakufu in Japan: essays in Kamakura history, 1982
- The Bakufu in Japanese history, 1985
- Lordship and inheritance in Early Medieval Japan: a study of the Kamakura Soryō system, 1989
- Antiquity and anachronism in Japanese history, 1992
- The origins of Japan's medieval world: courtiers, clerics, warriors, and peasants in the fourteenth century, 1997
- Yoritomo and the founding of the first Bakufu: the origins of dual government in Japan, 1999

## Source de la traduction
- (en) Cet article est partiellement ou en totalité issu de l’article de Wikipédia en anglais intitulé « Jeffrey Mass » (voir la liste des auteurs).